# Abteigarten und Stadtbefestigung Mönchengladbach

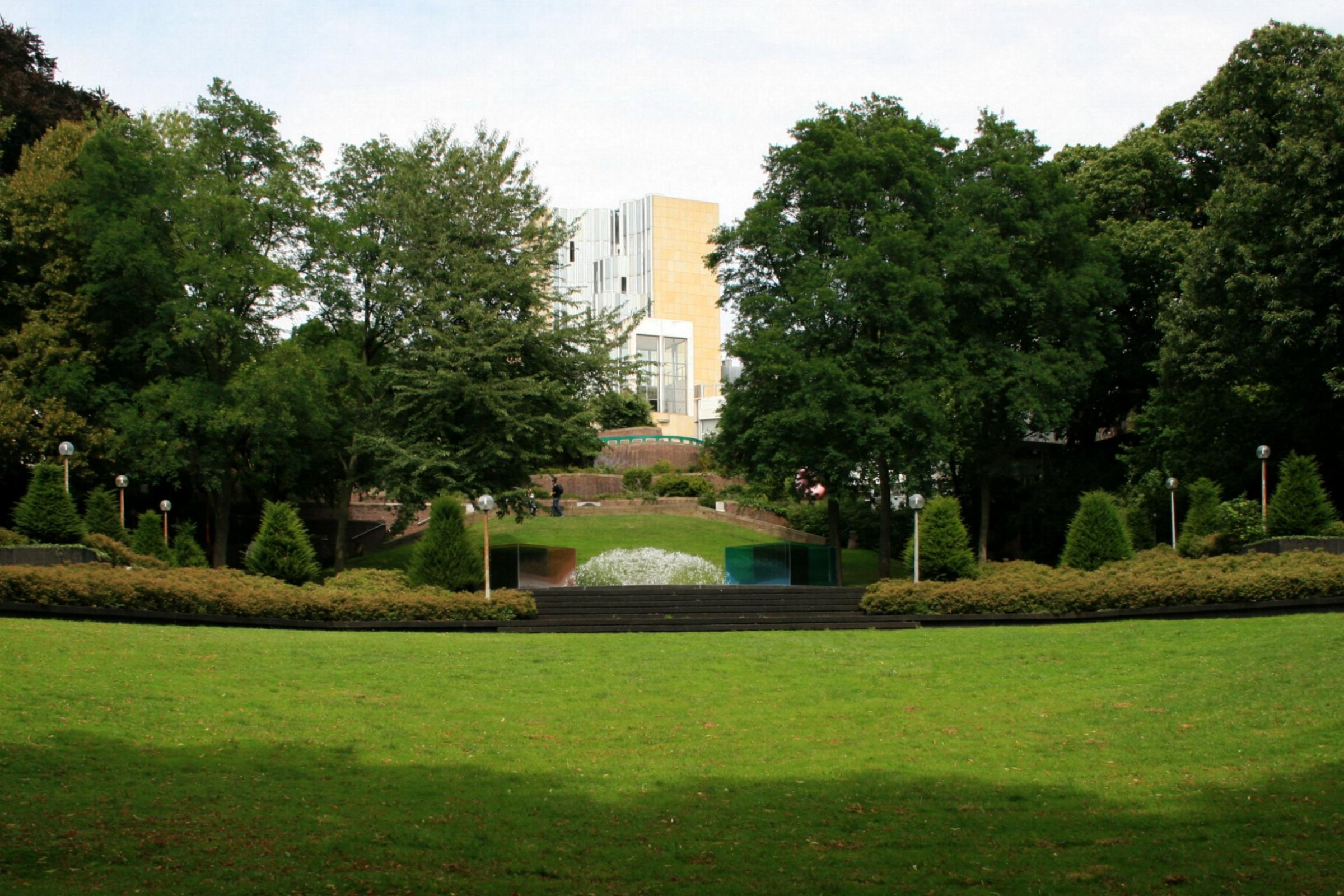
Abteigarten und Stadtbefestigung (2010)

Abteigarten und Stadtbefestigung befinden sich in Mönchengladbach (Nordrhein-Westfalen). Die Erbauung erfolgte zwischen 1300 und 1800. Die Anlage ist unter Nr. A 046 am 26. August 1999 in die Denkmalliste der Stadt Mönchengladbach eingetragen worden.
Die Gesamtanlage besteht aus folgenden Bauteilen:
- Abteigarten mit Umfassungsmauern und Türmen,
- barockes Brunnenbecken mit Faunmaske,
- im Westen an den Abteigarten anschließende Stadtmauerteile.

## Anlage
Die aus Feldbrandsteinen errichtete Stadtmauer besteht südlich des Münsters und des Museums Abteiberg aus mehreren, sich ergänzenden und unterschiedlich alten Mauerteilstücken. Hinter der Propstei an der Abteistraße ist ein im Zuge der Anlage des Abteigartens aufgegebenes und den Garten nach Westen begrenzendes Teilstück der Mauer in einer Höhe von etwa 2,5 bis 3 m erhalten, das von zwei Treppenläufen durchbrochen wird.
Der nördliche Durchbruch wurde 1974 zur Anbindung des Münsters angelegt, der südliche Treppenlauf weist volutenartige Brüstungen auf. Dieses Teilstück der Mauer ist fast vollständig mit Efeu überwuchert, so dass Aussagen zum baulichen Zustand kaum möglich sind. Die Mauerkrone ist – wie auch ihr östliches Pendant – mit schräg versetzten Backsteinen gesichert, die Mauer selbst wurde mit sich verjüngenden Pfeilern nachträglich stabilisiert.
Am Südende geht diese von der Abteistraße kommende Mauer in den sog. Wyenturm, einen Rundturm von rund 6,1 m Außen- und 4,1 m Innendurchmesser, über. An ihn schließt sich nach Westen ein weiteres, etwa 40 m langes Mauerteilstück mit Pfeilerverstärkungen an der Außenseite an, das im Bereich des neu geschaffenen Gartenzugangs endet.
Ab dem Wyenturm setzt nach Osten ein circa 3 m hohes, nach Süden ausschwingendes Mauerstück an, das anlässlich der Anlage des Abteigartens nach 1770 errichtet wurde und am Bornefeldturm endet. Etwa mittig angeordnet ist eine ca. 4 m breite, von zwei auf kreuzförmigem Querschnitt mit Vasenaufsatz auf profilierter Deckplatte errichteten Pfeilern gebildete Toranlage, deren Höhe etwa 5,5 m beträgt. Ein schmiedeeisernes, zweiflügeliges Gittertor schließt die Toranlage zu privaten Gartengrundstücken ab. Eine Anbindung an einen öffentlichen Weg besteht hier nicht mehr.
Der Bornefeldturm hat bei einer Wandstärke von nur 0,4 m einen Außendurchmesser von rund 5 m. Ab hier zieht die Mauer in fast nördlicher Richtung zurück zum Museum Abteiberg. Sie wird durch einen Durchgang von 1974 und 1998 durchbrochen. Bei der Neugestaltung des oberen Teils des Abteigartens wurde ein altes, aus Blaustein gehauenes Brunnenbecken mit Faunmaske durch den Architekten Hans Hollein in ein neu geschaffenes Wasserbecken integriert.